# Tanganoides collinus
Tanganoides collinus is een spinnensoort uit de familie Desidae. De soort komt voor in Tasmanië.